# Joseph Lightfoot
Joseph Barber Lightfoot (13 avril 1828 - 21 décembre 1889), connu sous le nom de JB Lightfoot, est un théologien anglais et évêque de Durham.

## Biographie
Lightfoot est né à Liverpool, où son père John Jackson Lightfoot est comptable. Sa mère, Ann Matilda Barber, est issue d'une famille d'artistes de Birmingham. Il fait ses études à la King Edward's School de Birmingham, sous la direction de James Prince Lee (en). Il y est le contemporain de Brooke Foss Westcott et Edward White Benson. En 1847, Lightfoot étudie au Trinity College de Cambridge pour son diplôme avec Westcott. Il est diplômé senior classique et 30e wrangler, et est élu membre de son collège. De 1854 à 1859, il édite le Journal of Classical and Sacred Philology. En 1857, il devient précepteur et sa renommée d'érudit grandit. Il est nommé professeur Hulsean en 1861, et peu après aumônier du prince consort et aumônier honoraire ordinaire de la reine Victoria.
En 1866, il est prédicateur de Whitehall et en 1871, il devient chanoine de la cathédrale Saint-Paul.
En 1875, Lightfoot devient le professeur de théologie de Lady Margaret, succédant à William Selwyn. En 1879, il est sacré évêque de Durham en remplacement de Charles Baring et est intronisé à la Cathédrale de Durham le 15 mai. Il s'entoure bientôt d'une bande de jeunes gens savants.

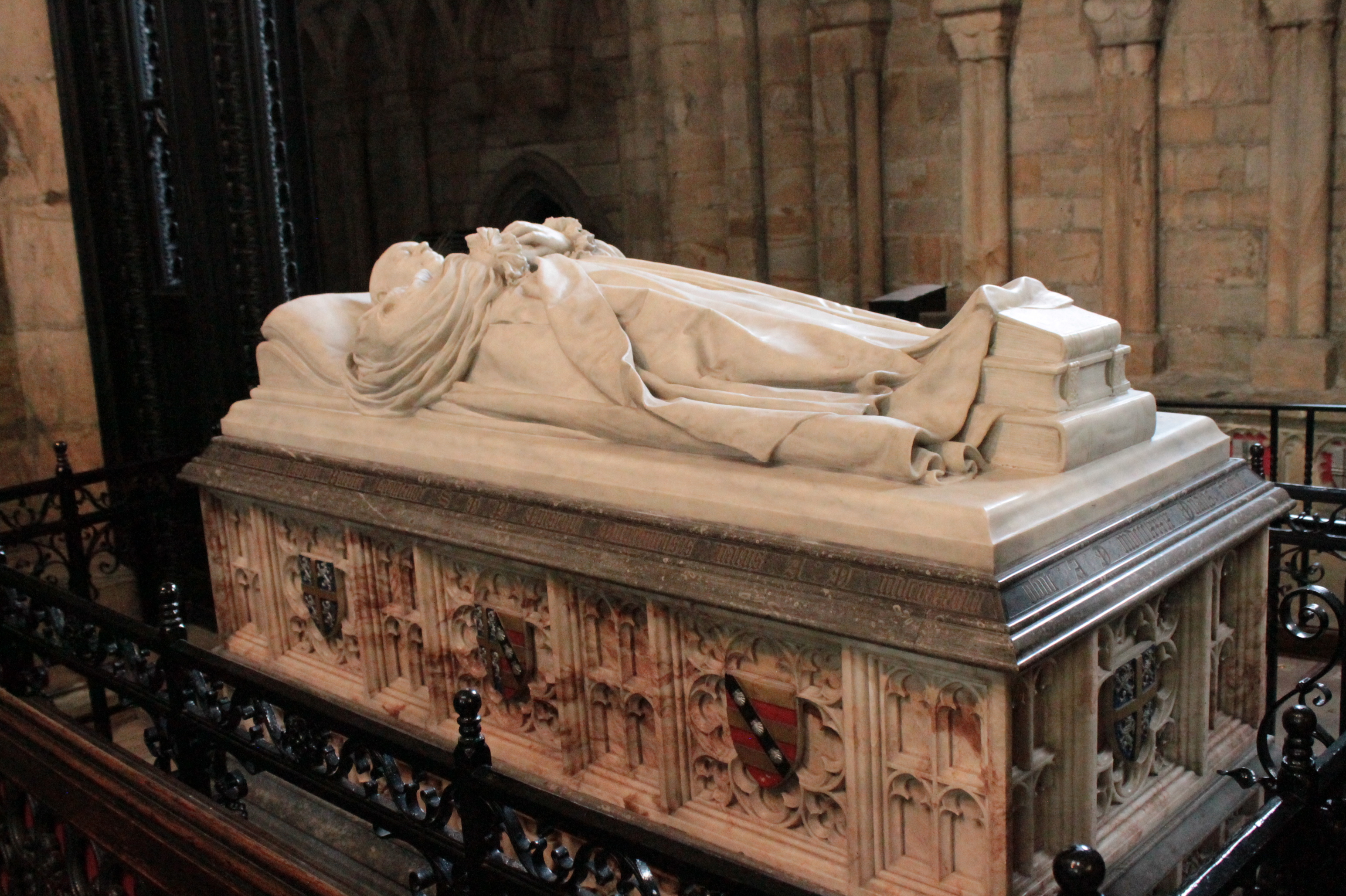
La tombe de l'évêque Joseph Barber Lightfoot, Cathédrale de Durham

Lightfoot n'a jamais été marié. Il meurt à Bournemouth et est remplacé à l'épiscopat par Westcott, son condisciple et ami de toujours. Il est président du premier jour du Congrès coopératif de 1880 . Il est enterré dans la cathédrale de Durham près des stalles du chœur.

## Travaux
Lightfoot écrit des commentaires sur l'épître aux Galates (1865), l'épître aux Philippiens (1868) et l'épître aux Colossiens (1875). En 1874, la publication anonyme de Supernatural Religion, un ouvrage sceptique de Walter Richard Cassels, attire beaucoup l'attention. Dans une série de réfutations publiées dans la Contemporary Review, entre décembre 1874 et mai 1877, Lightfoot entreprend la défense du canon du Nouveau Testament. Les articles sont publiés sous forme rassemblée en 1889. À peu près à la même époque, il participe à des contributions au Dictionary of Christian Biography et au Dictionary of the Bible de William Smith, et il rejoint également le comité de révision de la traduction du Nouveau Testament.
Le corpus des écrits de Lightfoot comprend des essais sur des sujets bibliques et historiques, des commentaires sur les épîtres pauliniennes et des études sur les Pères apostoliques. Ses sermons sont publiés à titre posthume dans quatre volumes officiels, ainsi que dans la série Contemporary Pulpit Library. À Durham, il continue à travailler à ses éditions des Pères apostoliques et, en 1885, publie une édition des épîtres d'Ignace et de Polycarpe, rassemblant également des matériaux pour une seconde édition de Clément de Rome, qui est publiée après sa mort (1ère éd., 1869). Il défend l'authenticité des épîtres d'Ignace.
En 2014, InterVarsity Press publie environ 1500 pages de commentaires bibliques inédits et d'essais de Lightfoot trouvés dans la cathédrale de Durham . Le premier des trois volumes couvre les Actes des Apôtres, le second est un commentaire sur l' Évangile de Jean  et le troisième porte sur la Deuxième Épître aux Corinthiens et la Première Épître de Pierre .

## Famille
Lightfoot est le neveu des artistes Joseph Vincent Barber et Charles Vincent Barber et petit-fils de l'artiste et membre fondateur de la Birmingham School of Art, Joseph Barber et arrière-petit-fils du fondateur de la première bibliothèque de Newcastle, Joseph Barber dont la tombe se trouve dans la cathédrale de Newcastle .

## Ouvrages
- Joseph Barber Lightfoot, Apostolic Fathers. Part I. (two vols), Londres, MacMillan and Co, 1890
- Joseph Barber Lightfoot, Apostolic Fathers. Part II. (three vols), Londres, MacMillan and Co, 1885–89
- Joseph Barber Lightfoot, Apostolic Fathers Abridged., Londres, MacMillan and Co, 1891
- Joseph Barber Lightfoot, Biblical Essays, Londres, MacMillan and Co, 1893 (lire en ligne)
- Joseph Barber Lightfoot, Cambridge Sermons, Londres, MacMillan and Co, 1890 (lire en ligne)
- Joseph Barber Lightfoot, Dissertations on the Apostolic Age, Londres, MacMillan and Co, 1892 (lire en ligne)
- Joseph Barber Lightfoot, Essays on Supernatural Religion, Londres, MacMillan and Co, 1889
- Joseph Barber Lightfoot, Fresh Revision of the English New Testament, Londres, MacMillan and Co, 1871 (lire en ligne)
- Joseph Barber Lightfoot, Leaders in the Northern Church, Londres, MacMillan and Co, 1890 (lire en ligne)
- Joseph Barber Lightfoot, Historical Essays, Londres, MacMillan and Co, 1895 (lire en ligne)
- Joseph Barber Lightfoot, Notes on the Epistles of St. Paul from Unpublished Commentaries, Londres, MacMillan and Co, 1895 (lire en ligne)
- Joseph Barber Lightfoot, Ordination Addresses, Londres, MacMillan and Co, 1890 (lire en ligne)
- Joseph Barber Lightfoot, Primary Charge, Londres, MacMillan and Co, 1882 (lire en ligne)
- Joseph Barber Lightfoot, St. Clement of Rome, Londres, MacMillan and Co, 1869
- Joseph Barber Lightfoot, Saint Paul's Epistle to the Galatians, Londres, MacMillan and Co, 1865
- Joseph Barber Lightfoot, Saint Paul's Epistles to the Colossians and Philemon, Londres, MacMillan and Co, 1875
- Joseph Barber Lightfoot, Saint Paul's Epistle to the Philippians, Londres, MacMillan and Co, 1868
- Joseph Barber Lightfoot, The Christian Ministry, 1868
- Joseph Barber Lightfoot, Sermons preached in St. Paul's, Londres, MacMillan and Co, 1891 (lire en ligne)
- Joseph Barber Lightfoot, Special Sermons, Londres, MacMillan and Co, 1891
- Joseph Barber Lightfoot, The Contemporary Pulpit Library : Sermons by Bishop Lightfoot, Londres, Swan Sonnenschein, 1892

## Sources
- Geoffrey R. Treloar, Lightfoot the Historian : The Nature and Role of History in the Life and Thought of J.B. Lightfoot (1828–1889) as Churchman and Scholar, Mohr Siebeck, 1998, 486 p. (ISBN 978-3-16-146866-7, lire en ligne)
- McIntire, « Review of Lightfoot the Historian », Anglican and Episcopal History, vol. 70, no 2,‎ 2001, p. 254–256 (ISSN 0896-8039, JSTOR 42612184)
- (en) « Lightfoot, Joseph Barber (1828–1889) », dans Oxford Dictionary of National Biography, Oxford University Press
- Paul Chrystal et Stan Laundon, Secret Newcastle, Amberley, 2015, 211 p. (ISBN 978-1-4456-4139-3, lire en ligne)